# Vilmos Nagy

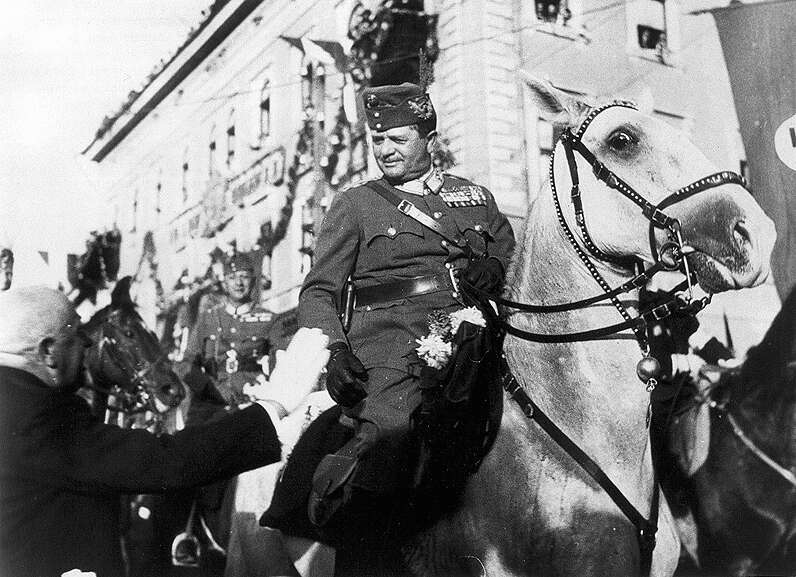
Vilmos Nagy beim Einzug der Ungarischen Armee in Marosvásárhely am 10. September 1940 im Zuge des Zweiten Wiener Schiedsspruchs

Vitéz lófő Vilmos Nagy von Nagybaczon (ungarisch vitéz lófő nagybaczoni Nagy Vilmos, * 30. Mai 1884 in Parajd, Komitat Udvarhely, Österreich-Ungarn; † 21. Juni 1976 in Piliscsaba, Volksrepublik Ungarn) war ein ungarischer General, Verteidigungsminister und Schriftsteller.

## Leben

### Frühe Jahre und Herkunft
Nagy wurde in Parajd (heute Praid, Rumänien) geboren, das seinerzeit zum Königreich Ungarn gehörte. Er entstammte einer adeligen Szekler Familie aus Siebenbürgen, die ihren Namenszusatz Lófő 1676 von Mihály Apafi, dem Fürsten von Siebenbürgen, erhalten haben. Der Zusatz von Nagybaczon weist auf die Ortschaft Nagybacon (heute Bățani, Rumänen), hin, den alten Stammsitz der Familie.
Nach dem frühen Tod seines Vaters Zsigmond Nagy zog die Familie zu den Eltern seiner Mutter Vilma Hermann nach Szászváros (heute Orăștie, Rumänien) im Komitat Hunyad. Dort besuchte er zusammen mit Petru Groza eine reformierte Schule und schlug wie sein älterer Bruder Béla eine militärische Laufbahn ein.

### Militärische Laufbahn
Nach Beendigung der Ludovika-Akademie in Budapest wurde er 1905 zum Leutnant ernannt und besuchte in den Jahren 1909–12 die Militärakademie in Wien. Im Ersten Weltkrieg diente Nagy als Hauptmann im Generalstab der königlich ungarischen Landwehr. Er wurde in Serbien (bis Dezember 1914), dann im K.u. Honvédministerium (1915–1916) und später in den Karpaten eingesetzt, wo ihm das Militärverdienstkreuz III. Klasse verliehen wurde.
Nach dem Krieg und der Ausrufung der Ungarischen Räterepublik schloss sich Nagy der Ungarischen Roten Armee an und organisierte die Versorgung der Truppen im Ungarisch-Rumänischen Krieg. Im August 1919 schloss er sich, nach dem Zerfall der kurzlebigen Räterepublik, der vom früheren Kommandanten der k.u.k. Kriegsmarine Admiral Miklós Horthy neugegründeten Königlich Ungarische Armee (bis 1922 Nationale Armee genannt) an und wurde zum Major im Generalstab ernannt. Im Jahr 1934 folgte die Beförderung zum Generalmajor, 1937 zum Brigadegeneral und 1940 zum Generalmajor und Kommandeur der 1. Ungarischen Armee. Nach dem Ersten Wiener Schiedsspruch (1938), bei dem das Königreich Ungarn mehrheitlich von Ungarn bewohnte Gebiete in der heutigen Slowakei wiedergewann, befehligte Nagy das Armeekorps, das in Kassa (heute Košice, Slowakei) einzog. Als Kommandeur der 1. Ungarischen Armee zog er im September 1940 an der Spitze der Truppen im nach dem Zweiter Wiener Schiedsspruch für Ungarn wiedergewonnenen nordsiebenbürgischen Marosvásárhely (heute Târgu Mureș, Rumänien) ein, wo er von der Bevölkerung jubelnd empfangen wurde. Als Kommandeur der ungarischen Truppen in Kolozsvár (heute Cluj-Napoca, Rumänien) kümmerte sich Nagy um den Aufbau des Grenzschutzes und ließ an der Statue und am Geburtshaus des ungarischen Königs Matthias Corvinus feierlich Kränze niederlegen. Dadurch machte er sich bei der überwiegend ungarischen Bevölkerung der Stadt sehr beliebt. Am 9. Januar 1941 teilte ihm Henrik Werth, der Chef des Generalstabs, überraschend mit, dass der Kronrat über die Entlassung aller im Jahr 1905 gemusterten Soldaten in den Ruhestand entschieden hatte. Dies betraf auch Nagy, der sich daraufhin im Februar von seinem Posten nach Budapest in den Ruhestand begab.
Da sich Reichsverweser Miklós Horthy im September 1942 einen gemäßigteren Verteidigungsminister als den bisherigen Károly Bartha wünschte, ernannte er Nagy unerwartet, nach knapp anderthalb Jahren im Ruhestand, unter der Regierung von Ministerpräsident Miklós Kállay zum Verteidigungsminister. Dieses Amt übte er vom 24. September 1942 bis zum 12. Juni 1943 aus. Zu dieser Zeit wurden zehntausende ungarische Juden an der Ostfront, unter schlechtesten Bedingungen, im Krieg gegen die Sowjetunion eingesetzt und mussten Zwangsarbeit leisten. Er sprach sich persönlich im ungarischen Parlament gegen diese Missstände aus und schlug Gesetze für die Gleichberechtigung jüdischer Soldaten vor. Bei einem Frontbesuch wechselte er judenfeindliche Offiziere aus, erwirkte, dass den Familien jüdischer Soldaten Hilfszahlungen geleistet werden, und ermöglichte sogar, dass jüdische Soldaten durch Militärrabbiner betreut werden. Als Nagy sich weigerte, jüdische Soldaten zur Zwangsarbeit in die Kupferminen im jugoslawischen Bor zu schicken, wuchs der Druck der politischen Rechten auf ihn, und er musste im Juni 1943 als Verteidigungsminister zurücktreten.
Nach der Machtübernahme der Pfeilkreuzler wurde Nagy in das Gefängnis in Sopronkőhida gebracht. Nachdem die Rote Armee bis zur westlichen Grenze Ungarns vorrückte, wurde er zusammen mit weiteren 53 politischen Gefangenen von den Pfeilkreuzlern nach Passau, dann ins bayerische Pfarrkirchen und später nach Gschaid gebracht, wo ein Internierungslager errichtet wurde. Von hier wollten die Pfeilkreuzler die Gefangenen wegen der vorrückenden Amerikaner weiter nach Salzburg bringen, das ungarische Verteidigungsministerium erwirkte aber am 28. April 1945 ihre Freilassung.

### Spätere Jahre
Vilmos Nagy kehrte 1946 nach Ungarn zurück. Nach der Machtübernahme der Kommunisten in Ungarn wurden seine Wohnung in Budapest und sein Haus in Piliscsaba enteignet. Da ihm die Rente verwehrt wurde, arbeitete er zunächst als Waldarbeiter. Auf Druck der Kommunisten musste er auch diese Stelle aufgeben und als Nagelschmied arbeiten. Nach 1953 verbesserten sich die Lebensverhältnisse von Nagy. Petru Groza, sein ehemaliger Schulkamerad und damalige Präsident der Großen Nationalversammlung Rumäniens, lud ihn im selben Jahr zum Klassentreffen nach Orăștie ein. Erst später erfuhr die Öffentlichkeit in Rumänien, dass das Staatsoberhaupt den Mann eingeladen hatte, der 1940 in Nordsiebenbürgen einmarschierte.
Vilmos Nagy war seit 1912 mit Zelma Nagy (1888–1965) verheiratet. Er starb 1976 mit 92 Jahren in Piliscsaba und ist auf dem dortigen Friedhof beerdigt.

## Ehrungen
- Im Jahr 1965 wurde Nagy in Anerkennung seiner Taten gegenüber den Juden im Zweiten Weltkrieg von der Gedenkstätte Yad Vashem als Gerechter unter den Völkern geehrt.[4]
- Im Jahr 2000 wurde er zum Ehrenbürger von Piliscsaba ernannt.[5]
- Im Jahr 2003 wurde ihm zu Ehren im Ehrenhof des Militärhistorischen Museums in Budapest eine Gedenktafel enthüllt.[6]

## Werke (Auswahl)
- A Románia elleni hadjárat, Budapest 1923
- Szerbia meghódítása: események a Balkánon, 1915–1918, Budapest 1929
- Végzetes esztendők, 1938–1945, Budapest 1947